# Glaucina macdunnoughi
Glaucina macdunnoughi är en fjärilsart som beskrevs av Grossbeck 1912. Glaucina macdunnoughi ingår i släktet Glaucina och familjen mätare. Inga underarter finns listade i Catalogue of Life.